# III. Kerületi Testnevelési Utánpótlás Egyesület
Il III. Kerületi Testnevelési Utánpótlás Egyesület, noto anche semplicemente come III. Kerületi TVE, è una società calcistica con sede a Óbuda-Békásmegyer, il terzo distretto di Budapest (in ungherese, appunto, III. kerülete), in Ungheria.

## Storia
Il III. Kerületi venne fondato il 24 gennaio 1887, il che lo rende una delle più antiche società sportive ungheresi. Era inizialmente una polisportiva, dedita a varie discipline tra le quali atletica e ciclismo. La sezione calcistica vera e propria andò formandosi solo a partire dal 1897 e dal 1902 prese parte al II. osztály, la seconda serie del campionato cittadino di Budapest.
Nel 1910-11 vinse per la prima volta questo campionato, guadagnando l'accesso alla massima serie per l'anno seguente. Ad un'immediata promozione ed una subitanea risalita seguirono poi 23 stagioni consecutive nella prima divisione ungherese, dal 1913 al 1937. In tale periodo rimase quasi sempre una formazione di metà classifica, raggiungendo come miglior risultato il quarto posto (per 4 volte: 1920-21, 1924-25, 1929-30, 1932-33). Il più grande successo nella storia del club arrivò però da un'altra competizione, la Magyar Kupa: nel 1930-31 si aggiudicò infatti il trofeo battendo in finale il Ferencvaros per 4-1.
Il periodo d'oro del III. Kerületi ebbe fine con la retrocessione del 1937, a cui fece immediatamente seguito un'altra retrocessione in terza divisione. La squadra rimase a lungo nelle serie minori: disputò campionati di terzo livello fino al 1942, campionati di secondo livello dal 1942 al 1952, poi di nuovo competizioni di terza serie fino 1964. Alla promozione del 1963-64 fece seguito un ultimo posto in Nemzeti Bajnokság I/B l'anno seguente, e dopo altri tre anni una discesa in campionati di quarta serie.
La squadra andò avanti alternando periodi in terza e quarta serie fino al 1987, quando riuscì a tornare in Nemzeti Bajnokság II. Seguirono progressivi miglioramenti nei risultati fino alla vittoria del campionato nel 1995-96 ed al conseguente ritorno in massima serie, ad oltre sessant'anni dall'ultima partecipazione. Terminò la stagione 1996-97 al 15º posto, finendo per retrocedere dopo il playout con il Diósgyőr. La squadra però reagì bene, ottenendo l'anno seguente un terzo posto in seconda divisione e qualificandosi così per i playoff promozione, dove superò il Tiszakécske FC.
La stagione 1998-99 fu invece un nuovo fallimento: il III. Kerületi terminò il campionato all'ultimo posto. Due anni dopo, nel 2000, venne assorbito dallo Csepel SC, mantenendo attive soltanto le squadre giovanili. Nel 2003, dopo la dissoluzione dello Csepel, la squadra venne ripristinata e ripartì dalla quinta serie. Negli anni seguenti prese parte a campionati di terza e di quarta divisione.

## Cronologia dei nomi
- 1887 - 1926: III. kerületi Torna és Vívó Egylet
- 1926 - 1927: III. ker. Torna és Vívó Atlétikai Club
- 1927 - 1937: III. kerületi Football Club
- 1937 - 1941: III. kerületi TVE
- 1941 - 1942: III. Kerületi Árpád
- 1942 - 1943: Árpád Magyar Országos Véderő Egylet Óbudai Torna Egylet
- 1943 - 1944: OTE-III. Kerület
- 1945 - 1946: III. ker. MaDISz TVE
- 1946 - 1949: III. Kerületi TVE
- 1949 - 1950: III. ker. Textilmunkás
- 1951 - 1952: III. Kerületi Vörös Lobogó SK
- 1952 - 1956: Vörös Lobogó Textilfestő
- 1957 - 1959: III. Kerületi TVE
- 1959 - 1991: III. ker. Textilfestő Torna és Vívó Egylet
- 1991 - 1998: III. Kerületi TVE
- 1998 - 1999: III. Kerület FC
- 1999 - 2000: III. Kerület FC-Auto Trader
- 2002 - 2012: III. Kerületi Testnevelési Utánpótlás Egyesület
- 2012 - : III. kerületi Torna és Vívó Egylet

## Stadi
- 1901 - 1942 Nagyszombat utca (2.500 posti)
- 1942 -  Hévízi úti Stadion (6.000 posti: 600 a sedere, 2.400 in piedi)

## Palmarès

### Competizioni nazionali
- Nemzeti Bajnokság II: 1

1995-1996

### Altri piazzamenti
- Nemzeti Bajnokság II:

Secondo posto: 1904
Terzo posto: 1993-1994, 1997-1998